# Lauren Bell
Lauren Bell (Forres, 6 ottobre 1999) è una pistard britannica, medaglia di bronzo nella velocità a squadre ai Mondiali 2022.

## Palmarès

### Pista
- 2020

Campionati britannici, 500 metri a cronometro
Campionati britannici, Keirin

## Piazzamenti

### Competizioni mondiali
- Campionati del mondo su pista

Saint-Quentin-en-Yvelines 2022 - Velocità a squadre: 3ª
Saint-Quentin-en-Yvelines 2022 - 500 metri a cronometro: 12ª
Glasgow 2023 - Velocità a squadre: 2ª

### Competizioni europee
- Campionati europei su pista

Apeldoorn 2021 - Velocità a squadre Under-23: 2ª
Apeldoorn 2021 - 500 metri a cronometro Under-23: 6ª
Monaco di Baviera 2022 - Velocità a squadre: 7ª
Monaco di Baviera 2022 - 500 metri a cronometro: 9ª
Monaco di Baviera 2022 - Velocità: 14ª
Monaco di Baviera 2022 - Keirin: 16ª
Grenchen 2023 - Velocità a squadre: 2ª
Grenchen 2023 - 500 metri a cronometro: 6ª
Heusden-Zolder 2025 - Velocità a squadre: 2ª